# Бревард (округ)
Брева́рд (англ. Brevard County) — округ в американском штате Флорида на побережье Атлантического океана. По оценке бюро переписи населения США в 2007 году население округа составляло 534 359 человек. Благодаря расположенному здесь космическому центру Кеннеди Бревард также называют Космическим побережьем.
Официально окружным центром с 1894 года является Тайтусвилл, однако основная часть правительственных учреждений находится в городе Вьера. Из-за большой протяженности округа с севера на юг в Бреварде есть несколько окружных судов и шерифов. Таким образом, администрация округа не сосредоточена в одном месте, как в большинстве американских округов.

## География
Округ расположен на востоке центральной части штата; протянулся на 116 км с севера на юг и на 43 км — с запада на восток. Граничит с округами: Волуси (на севере), Индиан-Ривер (на юге), Оцеола (на юго-западе), Ориндж (на западе) и Семинол (на северо-западе). На востоке омывается водами Атлантического океана.

## Климат
Климат характеризуется как влажный тропический с жарким и дождливым летом. Сухой сезон продолжается с декабря по май; сезон дождей — с июня по ноябрь. Самый холодный месяц — январь, со средним минимумом 10,4°С и средним максимумом 22°С.
Самые тёплые месяцы — июль и август, со средним минимумом 26°С и средним максимумом 32°С. Самый дождливый месяц — сентябрь (170 мм осадков), самый засушливый — апрель (41 мм).

## Население
По данным переписи 2000 года население округа составляло 476,320 человек, на 2010 год оно составляет 543 376 человек (выросло на 14,1 %). Расовый состав: белые — 84,81 %; афроамериканцы — 10,4 %; азиаты — 1,5 %; коренные американцы — 0,37 %; океанийцы — 0,06 %; другие расы — 1,09 %; представители двух и более рас — 1,77 %.
Возрастная структура: до 18 лет: 22%; от 18 до 24 лет: 6,8 %; от 25 до 44 лет: 27,10 %; от 45 до 64 лет: 24,3 %; старше 64 лет — 19,9 %. Средний возраст населения — 41 год. На каждые 100 женщин приходится 95,9 мужчин.
Динамика роста населения:
- 1940: 16 142 чел.
- 1950: 23 653 чел.
- 1960: 111 435 чел.
- 1970: 230 006 чел.
- 1980: 272 959 чел.
- 1990: 398 978 чел.
- 2000: 476 320 чел.
- 2010: 543 376 чел.

## Населённые пункты
| - Мыс Канаверал - Коко - Коко-Бич - Грант-Валкариа - Индиалантик - Индиан-Харбор-Бич - Малабар - Мельбурн - Мельбурн-Бич - Мельбурн-Вилладж - Палм-Бей (ранее Тиллмэн) - Палм-Шорс - Рокледж - Сетеллайт-Бич - Тайтусвилл - Уэст-Мельбурн | \| - Элленхёрст - Энджел-Сити - Аурантиа - Аурора - Боллард-Пайнс - Беарфут-Бей - Беллвуд - Бонавентуре - Конаверал Гроувз - Сити-Пойнт - Коко-Уэст - Кортней - Делеспайн - Даммит-Коув - Даммит-Гроув - Ист-Мимс - Эу-Галли - Флоридана-Бич - Футмэн - Фронтенак - Джорджиана - Индиан-Ривер-Сити - Джей-Джей - Джун-Парк - Космический центр Кеннеди - Кингс-Парк - Ла-Гранж - Лотус \| - Мелборн-Вилидж - Мерритт-Айленд - Микко - Мимс - Пинеда - Порт-Сент-Джон - Рокуэлл - Скоттсмур - Шарпс - Ширвуд - Шилох - Саут-Коко-Бич - Саут-Патрик-Шорс - Саутмер - Санниленд-Бич - Сантри - Тропик - Торнбулл - Вьера - Уэст-Эу-Гэлли - Уисперинг-Хилс - Уили - Уильямс-Пойнт - Уилсон \| |
| - Элленхёрст - Энджел-Сити - Аурантиа - Аурора - Боллард-Пайнс - Беарфут-Бей - Беллвуд - Бонавентуре - Конаверал Гроувз - Сити-Пойнт - Коко-Уэст - Кортней - Делеспайн - Даммит-Коув - Даммит-Гроув - Ист-Мимс - Эу-Галли - Флоридана-Бич - Футмэн - Фронтенак - Джорджиана - Индиан-Ривер-Сити - Джей-Джей - Джун-Парк - Космический центр Кеннеди - Кингс-Парк - Ла-Гранж - Лотус | - Мелборн-Вилидж - Мерритт-Айленд - Микко - Мимс - Пинеда - Порт-Сент-Джон - Рокуэлл - Скоттсмур - Шарпс - Ширвуд - Шилох - Саут-Коко-Бич - Саут-Патрик-Шорс - Саутмер - Санниленд-Бич - Сантри - Тропик - Торнбулл - Вьера - Уэст-Эу-Гэлли - Уисперинг-Хилс - Уили - Уильямс-Пойнт - Уилсон |

## Достопримечательности
- Охраняемое побережье Канаверал (частично на территории округа).